# Администратор (филм)
Администратор (енгл. I.T.) трилер је из 2016. године, редитеља Џона Мура и сценариста Дена Кеја и Вилијама Вишера. Главне улоге глуме Пирс Броснан, Џејмс Фрешвил, Ана Фрил, Стефани Скот и Микаел Никвист. Филм је објављен 23. септембра 2016. преко видеа на захтев.

## Радња
Мајк Реган је остварен човек који им све, дивну породицу и нову, технолошки најсавременију кућу. Када администратор ког је ангажовао почне да користи високу технологију како би вршио нападе на сваки аспект живота његове породице, креће борба која постаје борба и за сам живот.

## Улоге
| Глумац           | Улога           |
| ---------------- | --------------- |
| Пирс Броснан     | Мајк Реган      |
| Џејмс Фрешвил    | Ед Портер       |
| Ана Фрил         | Роуз Реган      |
| Стефани Скот     | Кејтлин Реган   |
| Микаел Никвист   | Хенрик          |
| Адам Фергус      | Саливан         |
| Џејсон Бари      | Патрик          |
| Клер-Хоуп Ешејти | Џоун            |
| Ерик Кофи-Абрефа | детектив Кејден |
| Брајан Малви     | Џорџ            |
| Остин Свифт      | Ланс            |